# Sieć Polskich Kin Cyfrowych
Sieć Polskich Kin Cyfrowych – program mający na celu pomaganie kinom studyjnym i lokalnym w przechodzeniu procesu cyfryzacji i stanie się kinami cyfrowymi. 

## Struktura
Program jest realizowany przez Polski Instytut Sztuki Filmowej we współpracy z Filmoteką Narodową. Ruszył w listopadzie 2011 roku. Sieć skupia kina studyjne i lokalne, które posiadają cyfrowe projektory. 

## Kina należące do sieci
Wszystkie kina należące do Sieci Polskich Kin Cyfrowych należą jednocześnie do Sieci Kin Studyjnych i Lokalnych. 
Lista kin
- Bełchatów – Kultura
- Białogard – Centrum
- Braniewo – Braniewskie Centrum Kultury
- Bytom – BC Kino
- Bytów – Albatros
- Chodzież – Noteć
- Chojnice – Chojnicki Dom Kultury
- Ciechanów – Łydynia
- Czechowice-Dziedzice – Świt
- Częstochowa – Iluzja
- Dąbrowa Górnicza – Kadr
- Dzierżoniów – Zbyszek
- Elbląg – Światowid
- Garwolin – Wilga
- Gliwice – Amok
- Gołdap – Kultura
- Gostyń – Pod Kopułą
- Grodzisk Mazowiecki – Centrum Kultury
- Gryfino – Gryf
- Iława – Pasja
- Janów Lubelski – Jutrzenka
- Jarocin – Echo
- Jastrzębie-Zdrój – Centrum
- Jelenia Góra – LOT
- Kalisz – Centrum
- Kielce:
  - Fenomen
  - Moskwa
- Knurów – Scena Kultura
- Konin – Centrum
- Koszalin – Kryterium
- Kraków:
  - Agrafka
  - Centrum Kinowe ARS
  - kino „Pod Baranami”
- Kraśnik – Metalowiec
- Krapkowice – Krapkowicki Dom Kultury
- Krobia – Szarotka
- Krosno – artKino
- Krotoszyn – Przedwiośnie
- Kutno – Kutnowski Dom Kultury
- Lębork – Fregata
- Lubawa – Pokój
- Lubin – Muza
- Lublin – Bajka
- Łomża – Millenium
- Łowicz – Fenix
- Łódź:
  - Charlie
  - Kinematograf
  - Łódzki Dom Kultury
- Mielec – Galaktyka
- Międzyrzecz – Międzyrzecki Ośrodek Kultury
- Międzyzdroje – Eva
- Mława – Kosmos
- Mogilno – Wawrzyn
- Morąg – Narie
- Mrągowo – Zodiak
- Nasielsk – Niwa
- Nowa Ruda – Miejski Ośrodek Kultury
- Nowy Sącz – Sokół
- Nysa – Pokój
- Olecko – Mazur
- Olsztyn – Awangarda2
- Ostrołęka – Jantar
- Ostrów Mazowiecka – Ostrovia
- Ostrów Wielkopolski – Komeda
- Ostrzeszów – Piast
- Pabianice – Tomi
- Polkowice – Polkowickie Centrum Animacji
- Poznań:
  - Malta
  - Muza
  - Rialto
- Przemyśl – Centrum
- Pułtusk – Narew
- Radomsko – MDK Radomsko
- Rawa Mazowiecka – Roma
- Rawicz – Promień
- Ruda Śląska – Patria
- Rydułtowy – Feniks
- Sandomierz – Kameralne
- Skierniewice – Polonez
- Słupca – Sokolnia
- Słupsk – Rejs
- Sochaczew – Mazowsze
- Sokołów Podlaski – Sokół
- Stalowa Wola – Wrzos
- Starachowice – Kultura
- Suwałki – Cinema Lumiere
- Szczecin:
  - Pionier
  - Zamek
- Szczecinek – Wolność
- Śrem – Słonko
- Środa Wielkopolska – Baszta
- Świdnik – LOT
- Świebodzin – Świebodziński Dom Kultury
- Świecie – Wrzos
- Tarnobrzeg – Tarnobrzeski Dom Kultury
- Tarnów – Millenium
- Tomaszów Lubelski – Tomaszowski Dom Kultury
- Tomaszów Mazowiecki – Włókniarz
- Wałcz – Tęcza
- Warszawa:
  - Muranów
  - Praha
  - Stacja Falenica
  - Kino.LAB
  - Luna
  - Wisła
- Wągrowiec – MDK Wągrowiec
- Włoszczowa – Muza
- Wolbrom – Radość
- Wołomin – Kultura
- Września – Trójka
- Zagórów – Miejsko Gminny Ośrodek Kultury
- Zamość – Stylowy
- Zawiercie – Miejski Ośrodek Kultury
- Złocieniec – Mewa
- Żyrardów – Len